# Albinovanus Pedo
Caius Albinovanus Pedo est un poète latin qui a vécu entre la fin du Ier siècle av. J.-C. et le début du Ier siècle, à l'époque d'Auguste et de Tibère. Albert Paul, historien du XIXe siècle, le qualifie de poète de cour.

## Biographie
Albinovanus Pedo était un ami du poète Ovide, qui lui dédie depuis son lieu d'exil une lettre de ses Pontiques. Il est cité par divers auteurs romains : Martial l'évoque comme auteur d'épigrammes et dit prendre son exemple pour s'autoriser des vers obscènes, Quintilien le place au nombre des poètes épiques, mais de second ordre. Il est encore connu au Ve siècle, car Sidoine Apollinaire le nomme dans une liste de poètes, au côté de Gétulicus et de Marsus. Il est enfin cité dans une lettre de Sénèque, qui rapporte une conversation qu'il a eue avec lui, spirituelle au demeurant.
De ses œuvres, on n'a conservé que des fragments (extraits cités par d'autres auteurs). Il a écrit une épopée sur les campagnes menées contre les Germains par Germanicus, dont Sénèque le rhéteur nous a conservé 22 vers relatif à la difficile navigation sur la mer du Nord, et d'après Ovide, il a composé un poème en l'honneur de Thésée, dont nous n'avons pas de trace.
Un érudit du XVIe siècle, Joseph Scaliger, lui attribue trois élégies qui sont venues jusqu’à nous : la première, adressée à Livie, “sur la mort de son fils Drusus”; la seconde, intitulée “Sur la mort de Mécène”; la troisième, “Les dernières paroles de Mécène”; Cette paternité basée sur des hypothèses est toutefois contestée.